# Будилово (Бешенковичский район)
Буди́лово (бел. Будзілава) — агрогородок в Бешенковичском районе Витебской области Белоруссии. Входит в состав Соржицкого сельсовета. Расположен в 18 км от городского посёлка Бешенковичи, в 37 км от Витебска. Население — 175 человек (2019).

## История
Впервые упоминается во второй половине XVIII века. С 3 марта 1924 года в составе БССР. С 20 августа 1924 года в составе Стрелищенского сельсовета Бешенковичского района Витебского округа.
C 3 июля 1941 года по 26 июня 1944 год деревня была оккупирована немецко-фашистскими войсками.
С 16 июля 1954 года в составе Соржицкого сельсовета. С 30 декабря 1963 года центр совхоза «Задорожье», с 18 марта 1964 года центр совхоза имени Короневского. С 20 мая 1960 года по 9 июля 1965 года в составе Островенского сельсовета.

## Инфраструктура
В 2017 году в агрогородке работали детский сад — средняя школа, сельский Дом культуры, библиотека, фельдшерско-акушерский пункт, отделение почтовой связи, магазин.

## Наследие
Возле деревни находится стела в память боёв, проходивших в районе Будилово 26 июня 1944 года.